# Mode 2 (Wissenschaftsforschung)
Mode 2 ist ein Begriff der Wissenschaftsforschung und wurde 1994 von Helga Nowotny, Peter Scott, Michael Gibbons u. a. als Konzept zur Beschreibung der zeitgenössischen Produktion wissenschaftlichen Wissens entwickelt.

## Konzept
Nach den Autoren entwickelte sich parallel zur traditionellen Form der Wissenschaft, die sie als „Mode 1“ bezeichnen, ein neues Modell der wissenschaftlichen Wissensproduktion, das sie „Mode 2“ nennen.
Sie beschreiben das traditionelle Konzept als hierarchisch, disziplinär, homogen sowie akademisch. Zusätzlich sieht Mode 1 eine strikte Trennung zwischen wissenschaftlichen und gesellschaftlichen Akteuren vor. Ziel ist es, wissenschaftlich abgesichertes Wissen zu erzeugen. Das konservative Paradigma sei schließlich durch das neue Konzept der Wissensproduktion ergänzt worden. Der Übergang zwischen den beiden Modellen ist fließend, beide Formen können neben- und miteinander koexistieren.

### Charakteristika
Wissenschaften operieren heute global. Forschung findet in zeitlich begrenzten Projekten statt und ist problemorientiert angelegt, entsprechend der Logik der Forschungsförderung.
Dabei kommt es zu einer zunehmenden transdisziplinären Zusammenarbeit, welche zu einer relativen Offenheit des Forschungsfeldes führen kann. Der wachsende internationale Wettbewerb führt zu einer Zunahme von nationalen und internationalen Kooperationen. Hinzu kommt noch, dass die Verteilung von Wissen nach neuen Gesichtspunkten geschehen soll.
Die neue Art der Wissensproduktion soll nicht nur sichereres, sondern auch gesellschaftlich robusteres Wissen ermöglichen. Es ist stark kontextualisiert. Markt, Gesellschaft sowie weitere Akteure erscheinen als integrale Bestandteile der Produktion des Wissens. Es ist transdisziplinär, heterogen, antihierarchisch, stellt sich der gesellschaftlichen Verantwortung sowie einer breit gefächerten Qualitätskontrolle. Das bedeutet auch, dass die Relevanz und Qualität nicht mehr ausschließlich von wissenschaftlichen Institutionen bestimmt werden.

### Konzeptualisierung
Die Autoren sprechen von einer Veränderung im Wissenschaftssystem, die ab Mitte des 19. Jahrhunderts beobachtbar wurde. Die zunehmende Kommerzialisierung von Forschung ergab sich durch verstärkte privatwirtschaftliche Finanzierung, welche vor allem in angewandte Forschung investierte. Wissen wurde so zum Wirtschaftsgut und Teil des Globalisierungsprozesses. Forscher sahen und sehen sich durch ein verstärktes Aufkommen von Evaluation und Rankings mit einem zunehmenden wissenschaftlichen und sozialen Rechtfertigungsdruck konfrontiert. Es besteht die Gefahr, dass durch die permanente Kontrolle auch die Kreativität und die Wahl der Forschungsthemen und Methoden stark eingegrenzt wird.
Evaluationserhebungen werden meist von Organisationen in Auftrag gegeben, welche die Forschung finanzieren. Diese Auftraggeber von Forschungsevaluationen sind aber ihrerseits keine Experten. Nowotny verweist in diesem Zusammenhang auf die geringe Aufmerksamkeit, die dem Bewerten und der Vermittlung von Wissen zukommt.

### Ausblick
Das in Mode 2 gezeichnete Bild von Wissenschaften lässt sich unter anderem durch das Phänomen der Massenbildung erklären. Die nachdrängenden Akademiker finden ihre Stelle in der Privatwirtschaft, private Forschungsunternehmen werden zunehmend zu ernster Konkurrenz für Universitäten und staatliche Forschungseinrichtungen. Der Wettbewerb führt zu einer notwendigen Neukonzeption der Universitäten und deren öffentlichem Auftreten. Zudem kommt es zu einer Neustrukturierung von Wissen durch Institutionen, die auf die Produktion und den Umgang von Wissen Einfluss nehmen. Dadurch wird ein neuer Bedarf an Wissensmanagement sowie Wissensräten aufkommen, welche die Prioritäten und den Geldmitteleinsatz bestimmen, so die Schreibenden. Zusätzlich wird auf die wegbereitende Rolle der Humanwissenschaften in der Wissensproduktion verwiesen: diese habe bereits vor dem in Mode 2 dargestellten Wandel mit spezifischen Reflexionsmustern gearbeitet, welche in anderen wissenschaftlichen Disziplinen nicht internalisiert waren und kritisch betrachtet wurden.

## Rezeption
Das Konzept hat das Interesse vieler Forscher geweckt, ist zugleich jedoch auch einiger Kritik ausgesetzt.
Laut mehrerer Autoren vermischt Mode 2 normative sowie deskriptive Elemente. Shinn und Godin vergleichen das Modell mit einer politischen Ideologie, anstelle einer erklärenden Theorie. (Godin 1998; Shinn 2002)
Nach Hessels und van Lente zeigt Mode 2 einige wichtige Veränderungen im Wissenschaftssystem auf. Dazu zählen etwa dessen Interaktionen mit anderen gesellschaftlichen Bereichen oder der Wandel bei der Wahl von Forschungsprogrammen. Das Modell scheitert jedoch an konzeptuellen Problemen. So existieren etwa keine empirischen Beweise für die Ansprüche von Mode 2. Seine Dynamiken sind zudem nicht universell, unterscheiden sich nach Institutionen, Disziplinen sowie Nationen. Weiters werden einige Diagnosen des Konzepts angezweifelt. So etwa der Wandel in wissenschaftlicher Methode, Laborethik und Erkenntnistheorie. (Hessels, Van Lente 2008)
Hessels und van Lente fordern schließlich Untersuchungen des Anspruchs des Modells auf etwa Transdisziplinarität oder Reflexivität. Folgende Fragen erscheinen im Zuge dessen als relevant: In welchem Ausmaß kooperieren wissenschaftliche Disziplinen tatsächlich? Entwickelt sich eine Praxis flexibler Teamarbeit? Können wir tatsächlich von einer neuen Laborethik sprechen? Werden sich Forschende bewusster bezüglich des gesellschaftlichen Einflusses ihrer Arbeit? (Hessels, Van Lente 2008)
Zudem sollte die Existenz eines nachweisbaren Wandels der Qualitätssicherung wissenschaftlicher Forschung (Hessels, Van Lente 2008) sowie, nach Rip, auch deren organisatorische Vielfältigkeit hinterfragt werden. (Rip 2002)
Etzkowitz und Leydesdorff beschreiben Mode 2 als ursprüngliche Aufbereitung von Wissenschaft, vor ihrer akademischen Institutionalisierung im 19. Jahrhundert. Das Modell stellt die originäre organisatorische sowie institutionelle Basis von Forschung, bestehend aus Netzwerken und Arbeitsgemeinschaften, dar. Es repräsentiert folglich die Ausgangsbasis von Wissenschaft. Mode 1 wurde auf dieser Basis aufgebaut, um wissenschaftliche Autonomie rechtzufertigen. (Etzkowitz, Leydesdorff 2000)
Fuller kritisiert die fälschliche Datierung Nowotnys, Scotts, Gibbons' u. a., welche das erste Modell mit dem 17. Jahrhundert assoziieren. Tatsächlich wurde aber sowohl Mode 1, als auch Mode 2, im 19. Jahrhundert institutionalisiert. (Fuller 2000)